# Transport kolejowy w Bydgoszczy

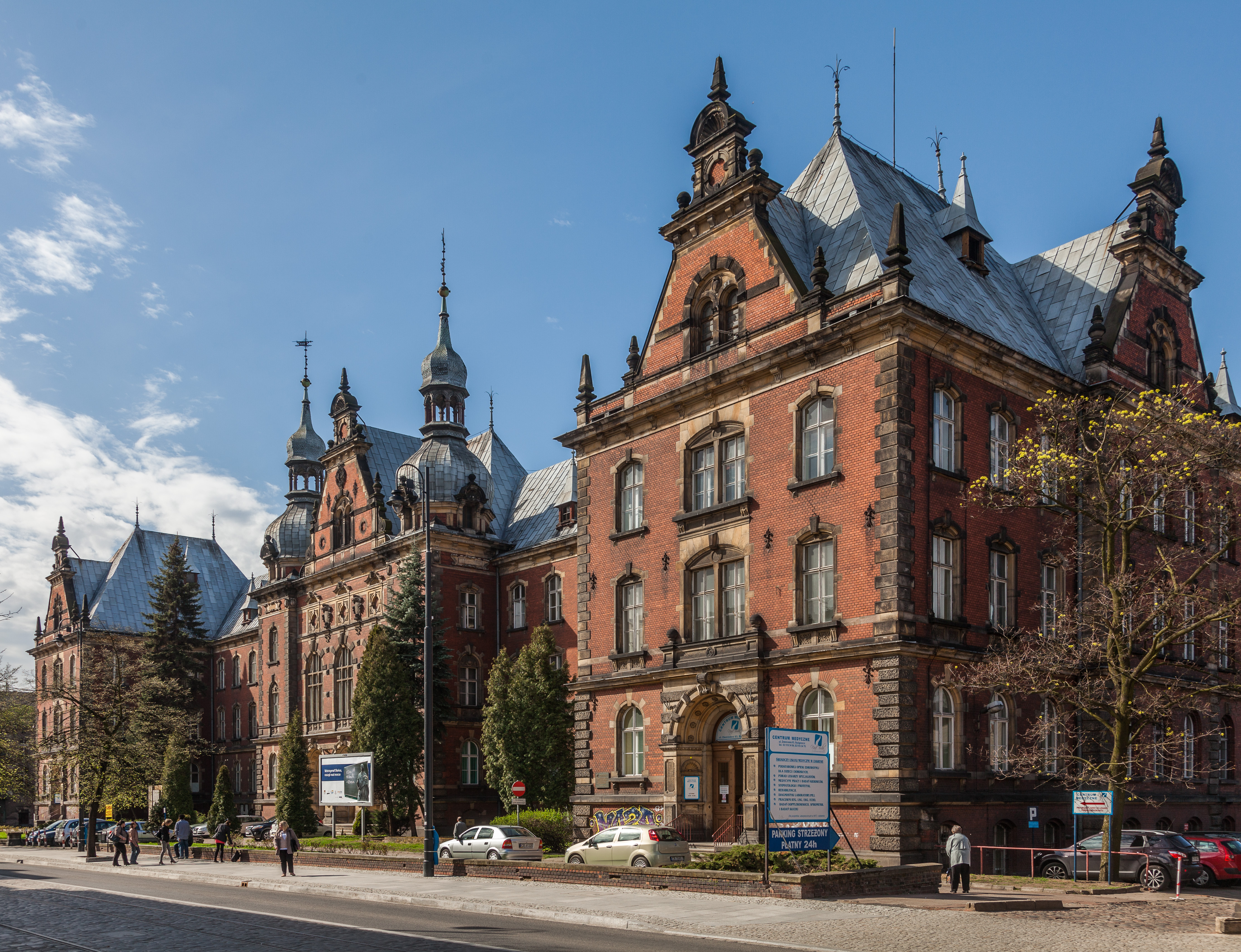
Budynek byłej Dyrekcji Kolei Wschodniej (1889), w latach 1922–2011 mieścił m.in. Centralne Biuro Rozrachunków Zagranicznych PKP, a w latach 1926–1939 Zarząd magistrali węglowej

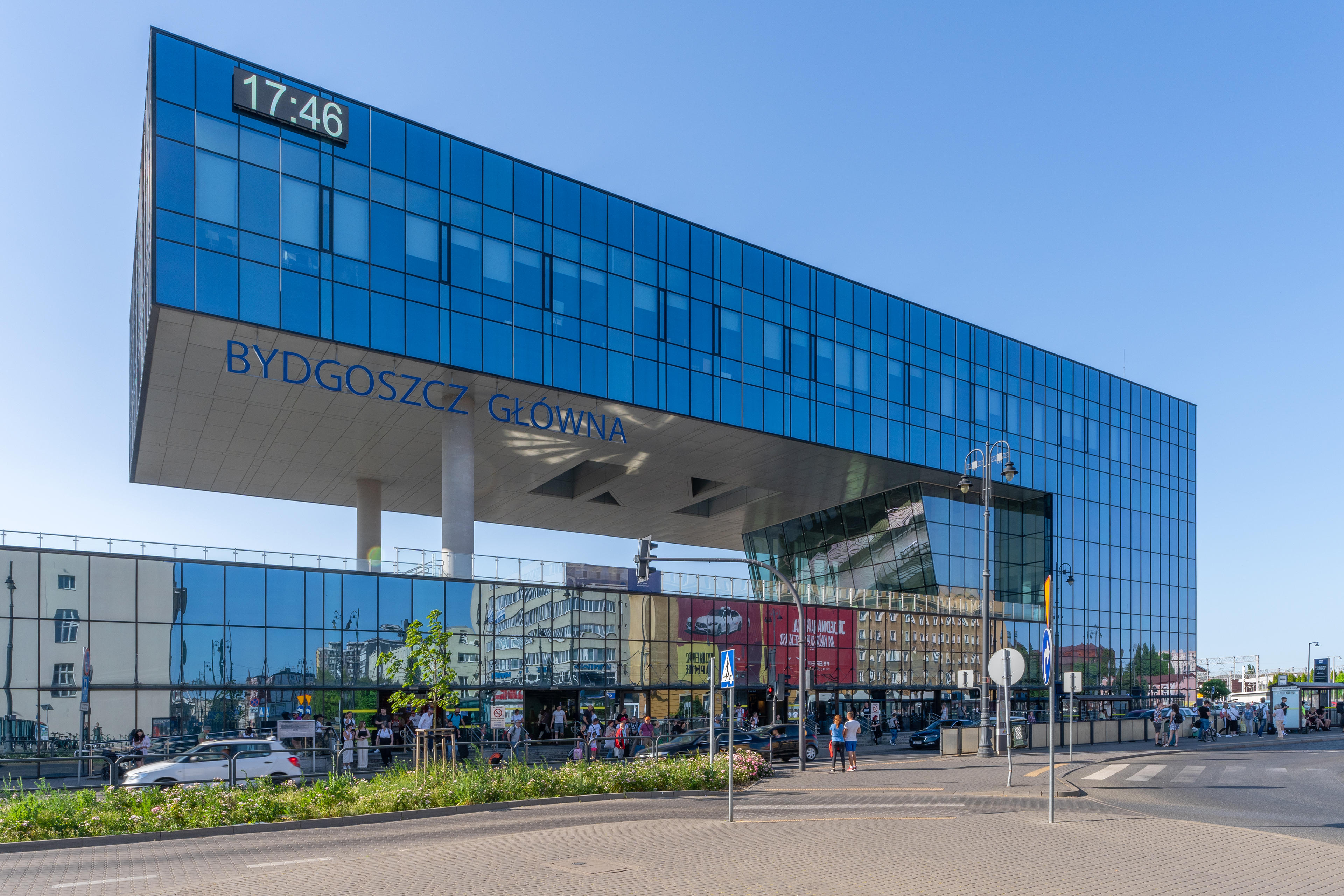
Terminal dworca Bydgoszcz Główna

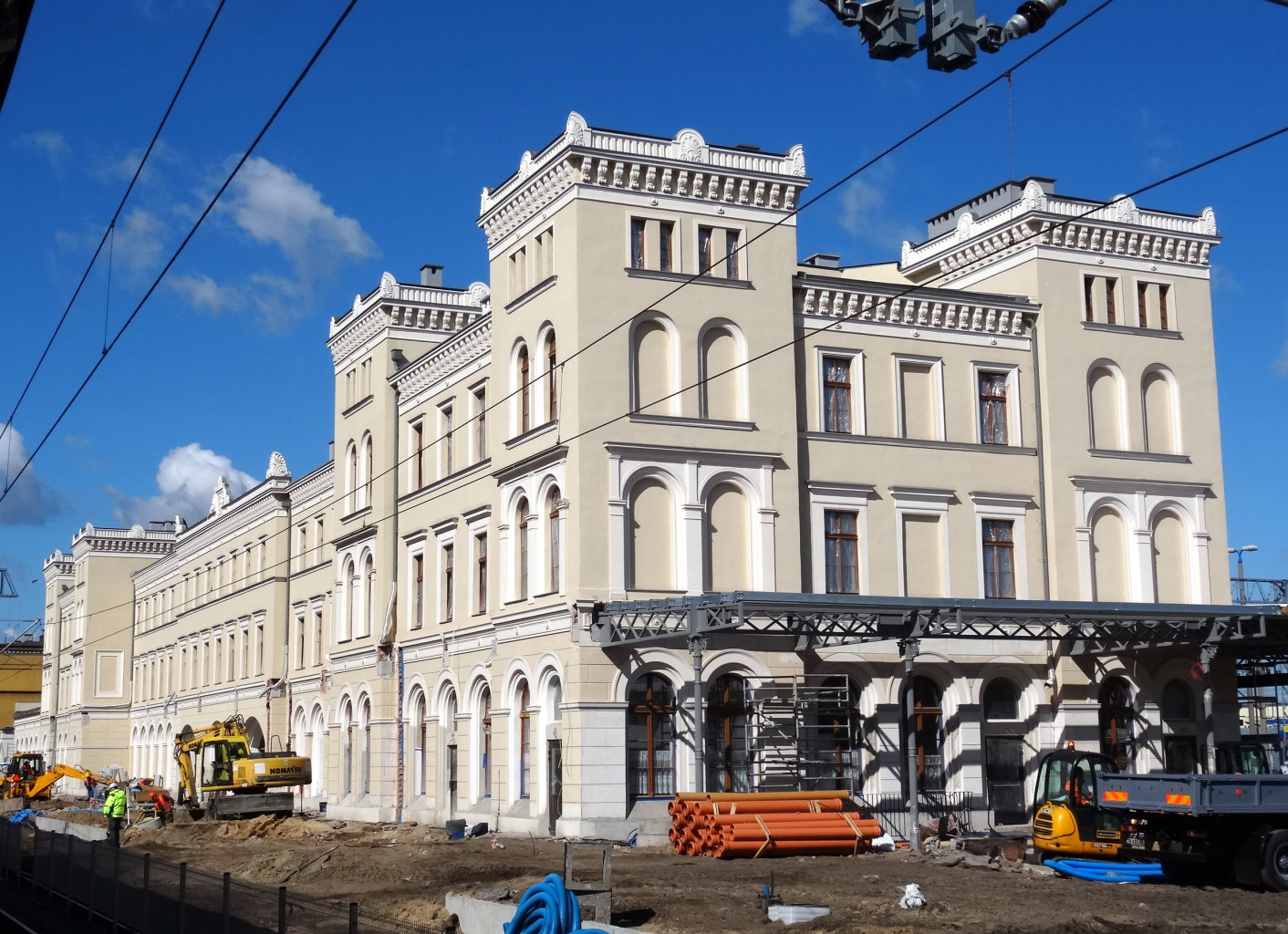
Odrestaurowany zabytkowy dworzec wyspowy z 1861 na terenie Bydgoszcz Główna

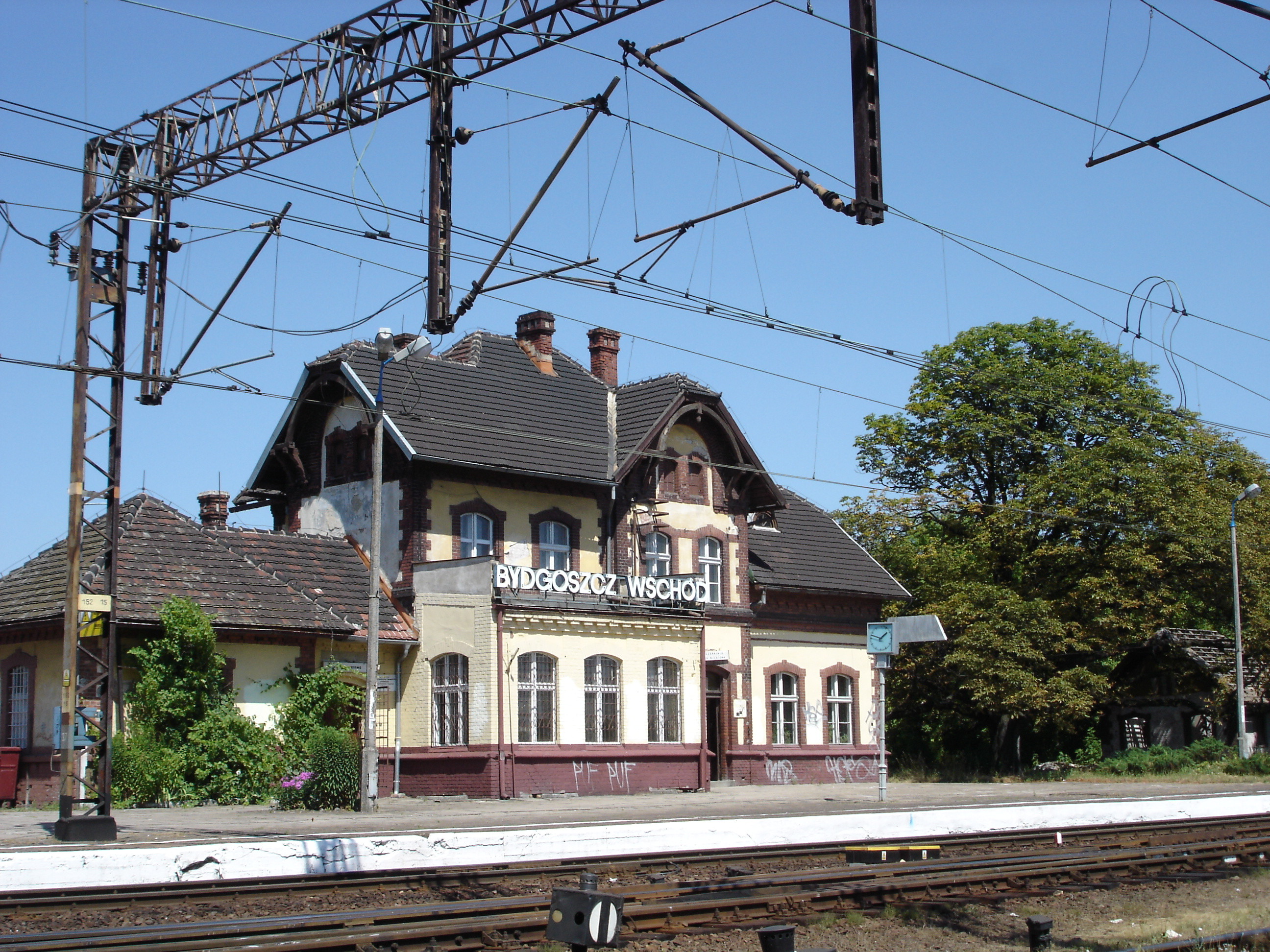
Dworzec Bydgoszcz Wschód

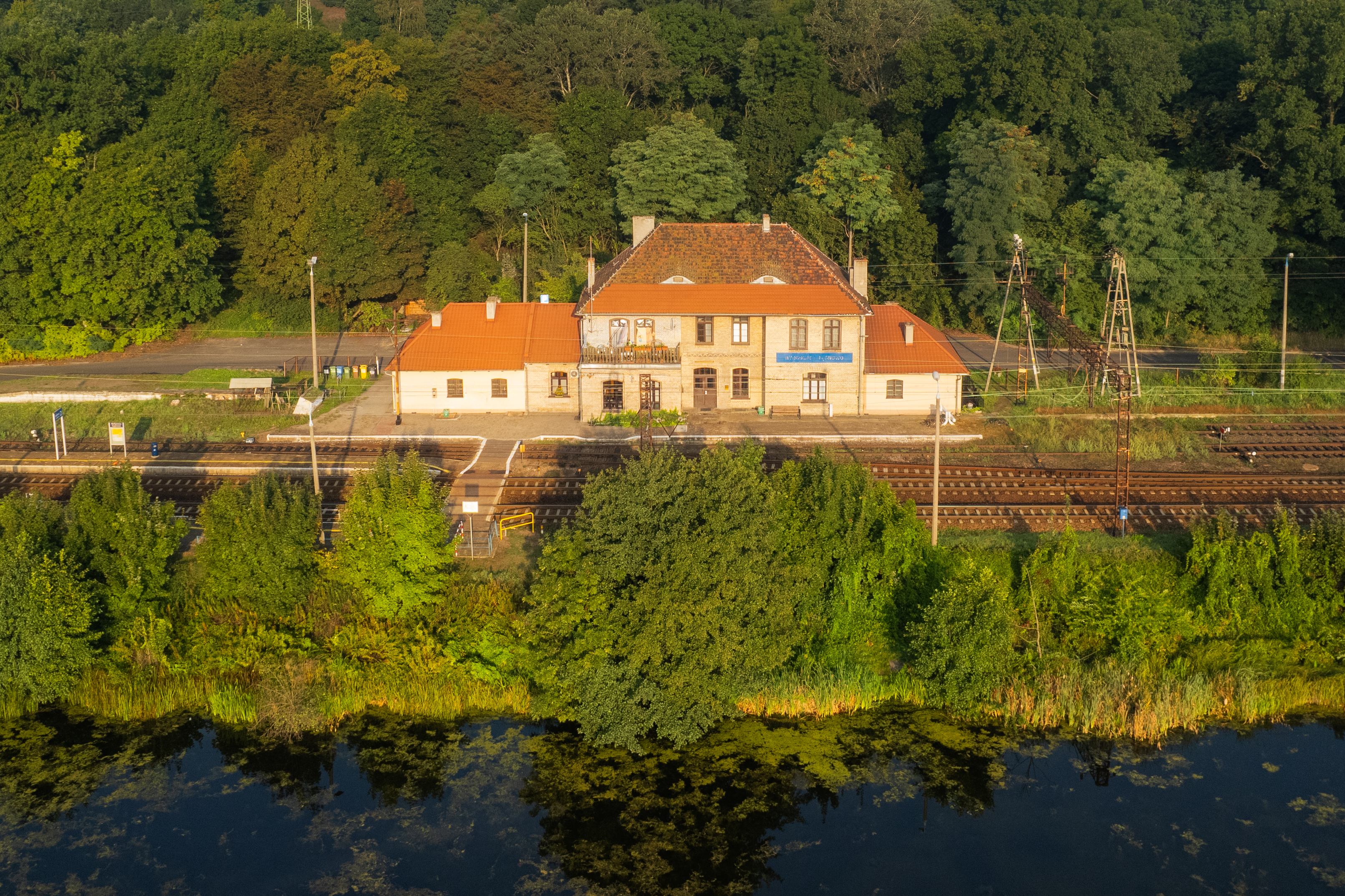
Dworzec Bydgoszcz Łęgnowo położony nad portem drzewnym

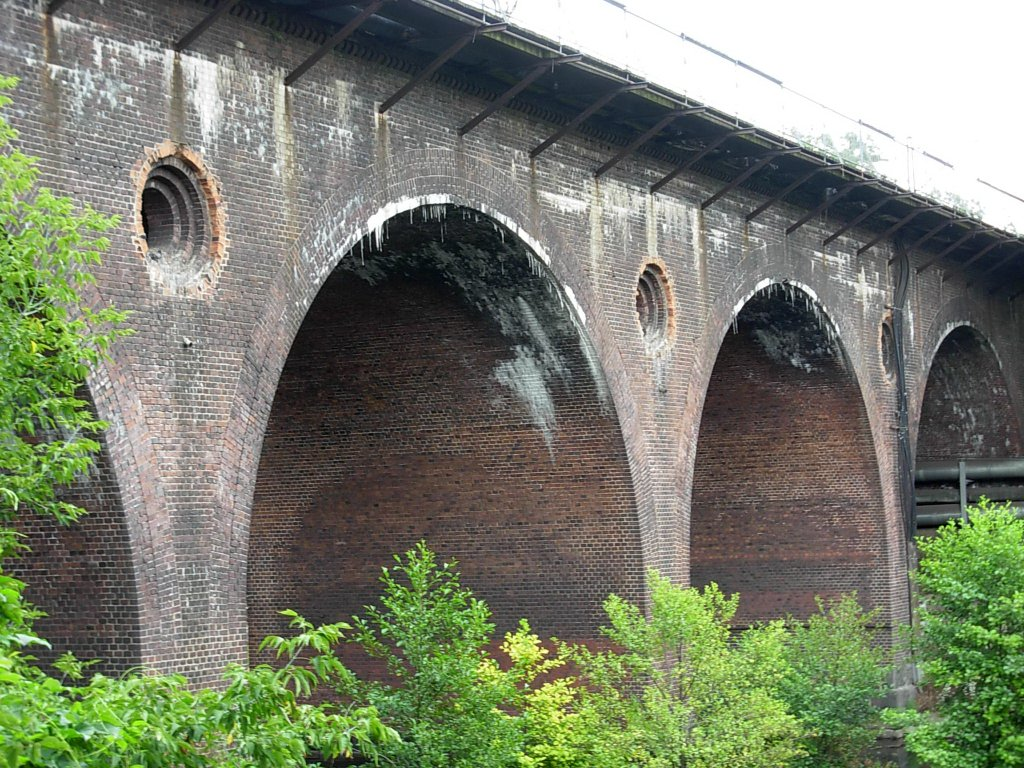
Jeden z najstarszych istniejących w Polsce mostów kolejowych z 1851

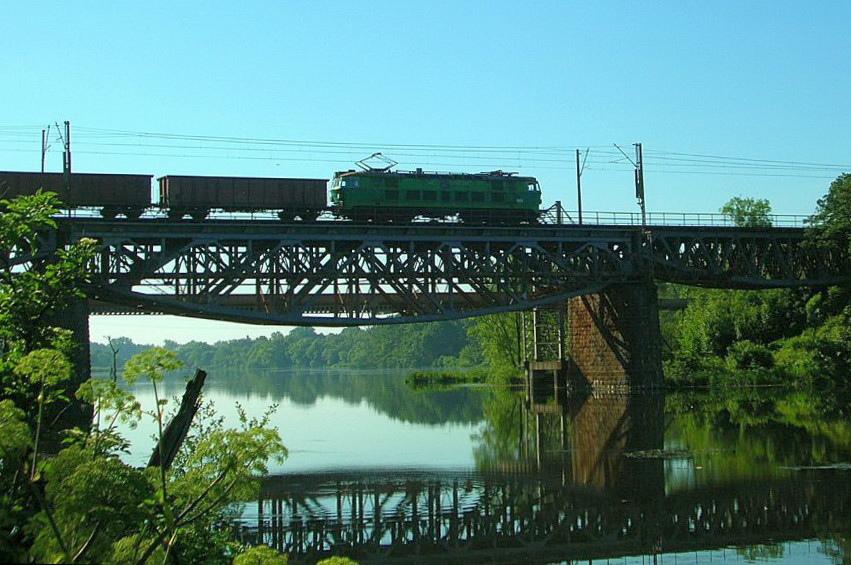
Most magistrali węglowej na Brdzie zbudowany w 1930

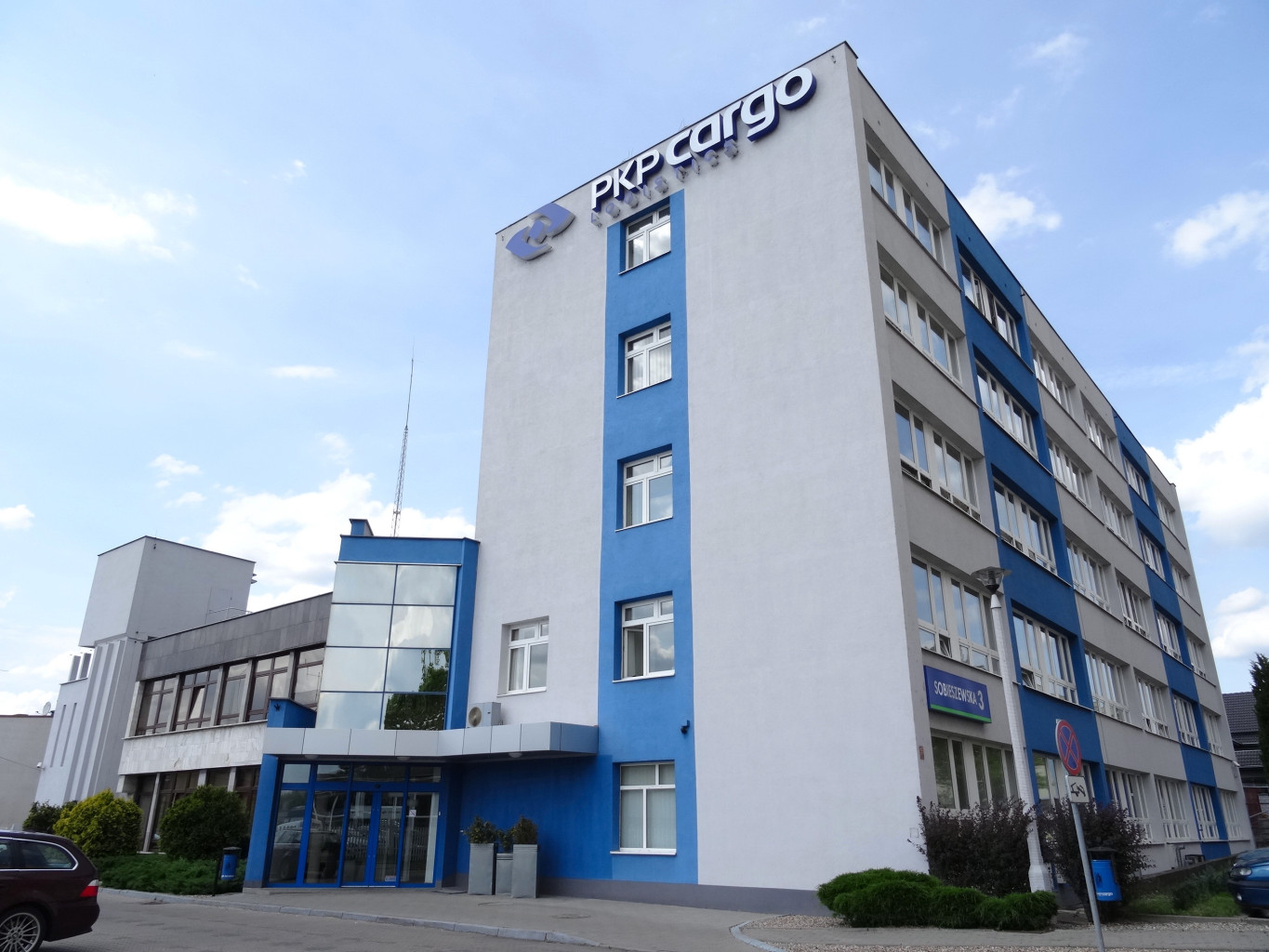
PKP Cargo S.A. – Centralne Biuro Rozrachunków w Bydgoszczy

Bydgoski węzeł kolejowy jest jednym z większych węzłów kolejowych w Polsce, zlokalizowany w Bydgoszczy, w którym krzyżują się linie wschód-zachód (linia kolejowa nr 18) i północ-południe (linia kolejowa nr 131), w tym ważna z punktu widzenia gospodarczego magistrala węglowa.

## Tradycje
Kolejnictwo w Bydgoszczy posiada bogate tradycje, czego wyrazem są następujące fakty:
- w Bydgoszczy powstała pierwsza w świecie Dyrekcja Kolei Państwowych (1849), która do 1895 kształtowała politykę kolejową we wschodnich prowincjach Prus (od Berlina po Kłajpedę), m.in. budową linii kolejowych istniejących na tym obszarze do dziś;,
- w Bydgoszczy rozpoczęto po raz pierwszy w Polsce rozliczanie kolejowych przewozów międzynarodowych, co miało związek z otwarciem w 1862 Kolei Warszawsko-Bydgoskiej, będącej pierwszym połączeniem Prus (zaboru pruskiego) i Rosji (Królestwa Kongresowego),
- w 1851 powstały jedne z pierwszych na ziemiach polskich duże Warsztaty Kolejowe, których dzisiejszą spuścizną jest holding PESA,
- w Bydgoszczy zachował się w oryginalnej postaci jeden z najstarszych mostów kolejowych w Polsce, zbudowany w 1850-1851,
- w Bydgoszczy nieprzerwanie od roku 1920 (odzyskania niepodległości przez państwo polskie) znajduje się Centralne Biuro Rozrachunków Zagranicznych PKP

## Historia
Historia kolei w Bydgoszczy sięga 1851, kiedy doprowadzono do miasta Pruską Kolej Wschodnią z Krzyża. Linię tę przedłużono w następnych latach do Tczewa i Królewca.
W 1862 zbudowano Kolej Warszawsko-Bydgoską, a w latach następnych kilka linii o znaczeniu lokalnym. W 1895 w ciągu linii wiodącej do Chełmży powstał najdłuższy w Niemczech most kolejowo-drogowy w Fordonie. W latach 1929–1930 zbudowano bydgoski odcinek magistrali węglowej – największej inwestycji komunikacyjnej II Rzeczypospolitej, a w 1936 zlokalizowano w mieście zarząd Francusko-Polskiego Towarzystwa Kolejowego S.A. zajmującego się budową i eksploatacją tej linii.
W okresie 1965–1989 zelektryfikowano główne linie kolejowe przebiegające przez miasto.
Kolej stanowiła w historii Bydgoszczy istotny czynnik miastotwórczy. Lokalizacja dworca w oddaleniu od dotychczasowego centrum miasta przyczyniła się do wytyczenia od podstaw i zabudowy Śródmieścia, zaś Warsztaty Kolejowe, założone w 1851 były w II połowie XIX i w XX wieku okresami największym przedsiębiorstwem przemysłowym w mieście.

## Dyrekcja Kolei Wschodniej
W latach 1849–1895 w Bydgoszczy znajdowała się czołowa instytucja kolejowa we wschodnich prowincjach Prus – Królewska Dyrekcja Kolei Wschodniej.
Zajmowała się ona planowaniem, budową, eksploatacją i prowadzeniem ruchu na liniach kolejowych na obszarze położonym na wschód od Berlina i sięgającym po Kłajpedę i Białystok. Po 1895 w Bydgoszczy pozostała Okręgowa Dyrekcja Kolei Państwowych, zaś po 1920 m.in. Centralne Biuro Rozrachunków Kolejowych PKP oraz agendy Pomorskiej DOKP.

## Linie kolejowe
Bydgoski węzeł kolejowy tworzą trzy linie kolejowe znaczenia państwowego oraz trzy linie lokalne.
Wśród linii znaczenia państwowego znajdują się:
- międzynarodowa linia tranzytu 131 (C-E 65/1) – węglowa magistrala kolejowa Chorzów-Batory – Tczew, łącząca Śląsk z portami w Gdańsku i Gdyni. Przebiega ona przez miasto na kierunku południe-północ, umożliwiając połączenie z Trójmiastem i południem kraju;
- linia magistralna 18: Piła – Bydgoszcz – Toruń – Włocławek – Kutno (dawna Kolej Warszawsko-Bydgoska). Umożliwia ona połączenie Bydgoszczy z Warszawą oraz pośrednio ze Szczecinem i Berlinem;
- kolejowa obwodnica towarowa 201 na odcinku Nowa Wieś Wielka – Bydgoszcz – Maksymilianowo. Zbudowana w latach 1928–1930, omija stację Bydgoszcz Główna od wschodu.

Linie lokalne w Bydgoszczy to:
- 201 na odcinku Maksymilianowo – Kościerzyna – Gdynia;
- 209: Bydgoszcz – Chełmża – Kowalewo Pomorskie;
- 356: Bydgoszcz – Kcynia – Gołańcz – Poznań.
- 745: Bydgoszcz Główna – Czyżkówko

Linia nr 131 i 201 znajdują się w VI paneuropejskim korytarzu transportowym oznaczonym numerem C-E65. Są one jedynymi liniami kolejowymi w regionie kujawsko-pomorskim o znaczeniu międzynarodowym, ponieważ ujęto je w umowie europejskiej AGTC o Ważniejszych Międzynarodowych Liniach Tranzytu Kombinowanego i Obiektach Towarzyszących. Koncentrują one ruch pasażerski (nr 131) i towarowy (nr 201) w kierunku północ-południe. Linia nr 18 umożliwia natomiast transport w kierunku wschód-zachód-południe.
Wszystkie linie na terenie miasta są zelektryfikowane, z wyjątkiem linii nr 209 i 356.
Trasa łącząca Bydgoszcz z Toruniem bywa określana jako linia SKM pod nazwą BiT-City.

### Mapa

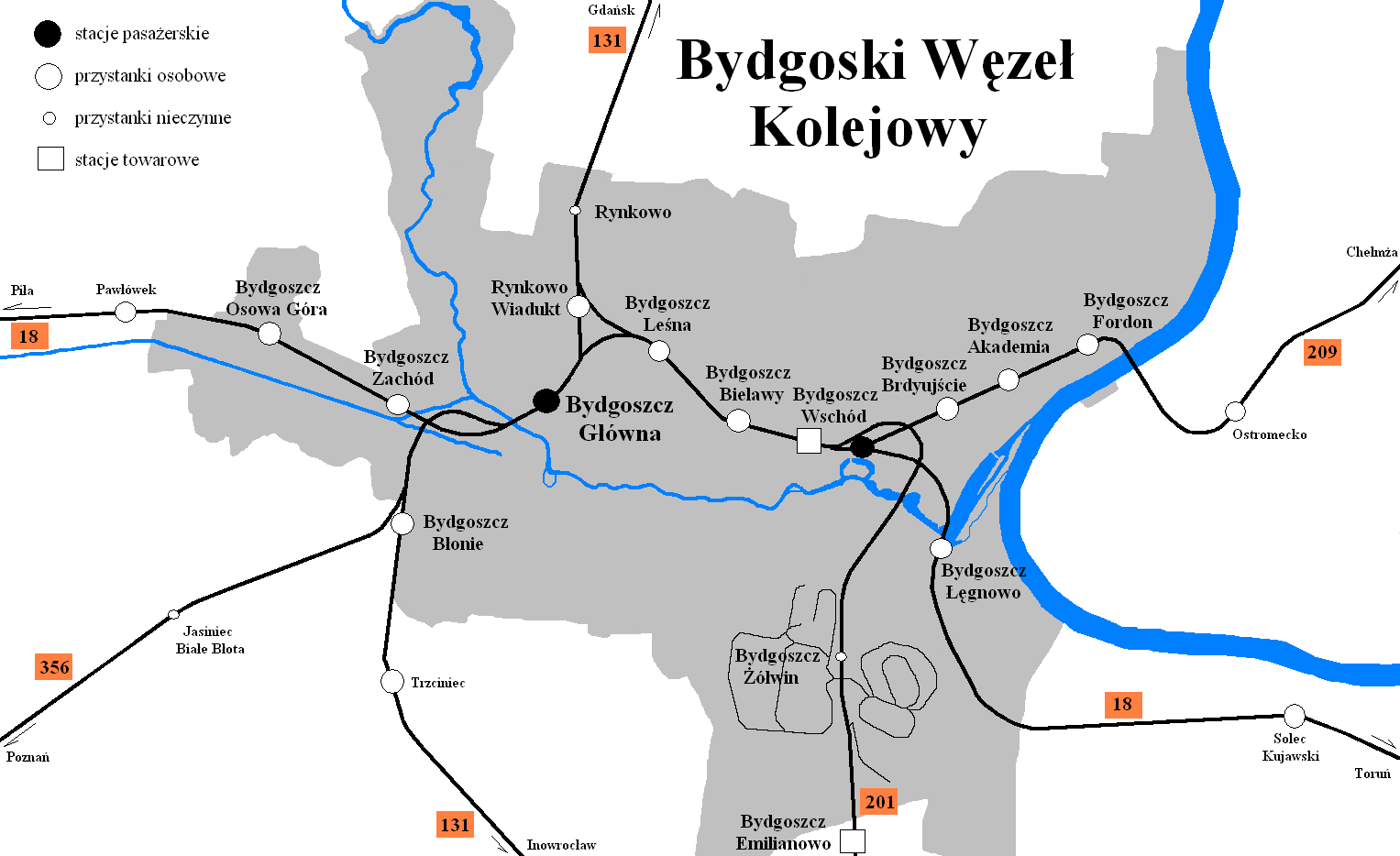
Mapa Bydgoskiego Węzła Kolejowego

## Jednostki i instytucje związane z kolejnictwem w Bydgoszczy
W Bydgoszczy znajdują się oddziały okręgowe lub rejonowe krajowych spółek kolejowych, m.in.:
- PKP Polskie Linie Kolejowe S.A. – Zakład Linii Kolejowych[2] (jeden z 23 w Polsce, obejmujący województwo kujawsko-pomorskie)
- PKP Polskie Linie Kolejowe S.A. – Zakład Maszyn Torowych (Ludwikowo 2)[2]
- PKP Intercity – gniazdo oddziału w Gdyni (peron IV dworca Bydgoszcz Główna).
- PKP Cargo S.A. Zakład Przewozów Towarowych Sekcja Przewozów i Ekspedycji (Zygmunta Augusta 5)
- PKP Cargo S.A. Kasa Towarowa Bydgoszcz (Inwalidów 10)
- PKP Cargo S.A. Centralne Biuro Rozrachunków – od 1922 przy ul. Dworcowej 63 (b. siedzibie Dyrekcji Kolei); od 2011 przy ul. Sobieszewskiej 3
- PKP Energetyka S.A. – Zakład Kujawski (Zygmunta Augusta 7)[3]
- Telekomunikacja Kolejowa – oddział rejonowy
- Komenda Regionalna Straży Ochrony Kolei[4]

W Bydgoszczy znajdują się także duże podmioty gospodarcze, zajmujące się produkcją i usługami na rzecz kolei:
- Przewozy Regionalne Sp. z o.o. – Kujawsko-Pomorski Zakład Przewozów Regionalnych (Dworcowa 104-108)[5]
- Pojazdy Szynowe PESA Bydgoszcz S.A. Holding (zał. 1851) – przedsiębiorstwo zajmujące się budową pojazdów szynowych, autobusów szynowych, tramwajów, wagonów kolejowych, modernizacją i naprawą taboru szynowego. Firma w latach 2005–2015 pozyskała szereg prestiżowych kontraktów w kraju i za granicą;
- Kolejowe Zakłady Łączności Sp. z o.o. (zał. 1920) – producent urządzeń telekomunikacyjnych dla kolei oraz komunikacji miejskiej, od 2013 r. należą do grupy PKP Informatyka; są jedynym polskim producentem i dostawcą kolejowych tablic informacyjnych LCD oraz tablic paletowych, systemu łączności dyspozytorskiej, automatów biletowych, systemów pokładowych do pojazdów, systemów rozgłoszeniowych (megafony i DSO), systemów monitoringu obiektów kolejowych; większość polskich dworców kolejowych wyposażona jest w system tablic informacyjnych KZŁ[6];
- Kolejowe Zakłady Nawierzchniowe COGIFER POLSKA Sp. z o.o. (zał. 1945) – producent i dostawca elementów nawierzchni kolejowej i tramwajowej;
- Zgrzewalnia Szyn

W Bydgoszczy mają siedzibę ogólnopolskie organizacje gospodarcze związane z kolejnictwem: Ogólnopolskie Stowarzyszenie Samorządów na Rzecz Kolei Lokalnych oraz Polska Izba Producentów Urządzeń i Usług na Rzecz Kolei (www).
Od 2015 roku przy Bydgoskiej Szkole Wyższej funkcjonuje jedyne w regionie kujawsko-pomorskim Technikum Kolejowe, które nawiązuje do tradycji Technikum Kolejowego im. Mikołaja Kopernika (1952-2007) w budynku Copernicanum w Bydgoszczy.

## Muzeum
Od 1979 r. przy dworcu Bydgoszcz Główna znajdowała się Ośrodek Muzealny Bydgoskiego Węzła Kolejowego, obecnie prowadzony przez Bydgoskie Towarzystwo Przyjaciół Kolei. W 2012 r. placówka została przeniesiona do dworca Bydgoszcz Wschód

## Operatorzy
Operatorami przewozów kolejowych (pasażerskich) w województwie są trzy podmioty: Arriva RP (na liniach nie zelektryfikowanych). Na pozostałych trasach kursują Przewozy Regionalne (pociągi regionalne) oraz PKP InterCity (pociągi międzywojewódzkie)

Zmiany Bydgoskiego Węzła Kolejowego na przestrzeni lat

## Dworce i przystanki kolejowe
W granicach administracyjnych miasta znajduje się pięć dworców kolejowych: Główna, Leśna, Wschód, Bydgoszcz Emilianowo (nieczynny) i Bydgoszcz Fordon, a także przystanki: Osowa Góra, Zachód, Rynkowo, Rynkowo Wiadukt, Bielawy, Brdyujście, Łęgnowo, Politechnika, Żółwin (nieczynny).
Najbardziej obciążona przewozami pasażerskimi jest stacja Bydgoszcz Główna, odprawiająca ok. 90% podróżnych.
Stacja ta jako jedyna w województwie kujawsko-pomorskim jest zaliczona, obok 14 innych dworców w Polsce do kategorii A, co oznacza roczną odprawę podróżnych powyżej 2 mln.
Dworce i przystanki kolejowe w Bydgoszczy:
| Nazwa                     | Perony | Budynek                    | Kasa      | Lokomotywownia | Wieża wodna  | Zadaszenie peronów | Semafory | Uwagi |
| ------------------------- | ------ | -------------------------- | --------- | -------------- | ------------ | ------------------ | -------- | --- |
| Bydgoszcz Główna          | 7      | użytkowany                 | czynna    | używana        | istnieje     | wiaty nad peronami | świetlne | 2 obrotnice, tory postojowe, przejście podziemne (pod torami i ul. Zygmunta Augusta), stację wzniesiono w 1851 r. podczas budowy Pruskiej Kolei Wschodniej i wielokrotnie przebudowywano m.in. w latach 1861, 1870, 1915, 1968 |
| Bydgoszcz Leśna           | 1      | użytkowany                 | czynna    | brak           | brak         | wiata nad peronami | świetlne | wzniesiono w 1969 r. |
| Bydgoszcz Bielawy         | 2      | brak                       | nieczynna | używana        | brak         | wiata przystankowa | brak     | posiada przejście nadziemne |
| Bydgoszcz Wschód Towarowa |        | zamknięty                  | brak      | używana        | istnieje     |                    | świetlne | wzniesiono w 1929 r. podczas budowy magistrali węglowej |
| Bydgoszcz Wschód          | 2      | zamknięty                  | nieczynna | brak           | istnieje     | hala peronowa      | świetlne | posiada rampę do załadunku, wzniesiono w 1861 r. podczas budowy Kolei Warszawsko-Bydgoskiej |
| Bydgoszcz Brdyujście      | 1      | zamknięty                  | nieczynna | brak           | brak         | brak               | brak     | wzniesiono w 1885 r. |
| Bydgoszcz Politechnika    | 1      | nie istnieje               | nieczynna | brak           | brak         | brak               | świetlne | |
| Bydgoszcz Fordon          | 1      | adaptowany do innych celów | nieczynna | brak           | brak         | brak               | świetlne | wzniesiono w 1885 r. |
| Bydgoszcz Łęgnowo         | 2      | użytkowany                 | czynna    | brak           | nie istnieje | brak               | świetlne | wzniesiono przed 1938 r. |
| Bydgoszcz Zachód          | 2      | użytkowany, poczekalnia    | czynna    | brak           | brak         | brak               | brak     | urządzono po 1938 r. |
| Bydgoszcz Osowa Góra      | 2      | brak                       | brak      | brak           | brak         | wiata przystankowa | świetlne | urządzono w 2004 r. |
| Bydgoszcz Żółwin          | 2      | nie istnieje               | brak      | brak           | brak         | brak               | brak     | wzniesiono w 1929 r. podczas budowy magistrali węglowej, obecnie nieczynna |
| Bydgoszcz Emilianowo      | 2      | adaptowany do innych celów | nieczynna | brak           | nie istnieje | brak               | świetlne | wzniesiono w 1942 r., obecnie nieczynna |
| Rynkowo Wiadukt           | 2      | brak                       | brak      | brak           | brak         | wiata przystankowa | brak     | |
| Rynkowo                   | 2      |                            | nieczynna | brak           | brak         | brak               | świetlne | |

## Zobacz też

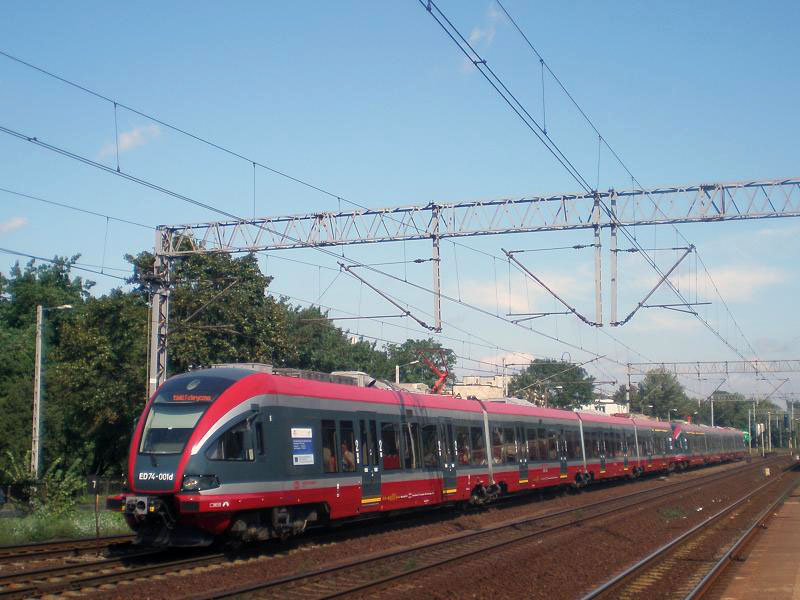
Skład PESA ED74-001 + ED74-002 produkcji bydgoskich zakładów PESA